# Corazón en condominio
Corazón en condominio es una telenovela mexicana producida por Rafael Gutiérrez para TV Azteca en 2013. Es una adaptación de la telenovela colombiana Vecinos.
Protagonizada por Cynthia Rodríguez y Víctor García, con las participaciones antagónicas de Arap Bethke, Betty Monroe, Luis Felipe Tovar y Carmen Beato. Con las actuaciones estelares de Martha Mariana Castro, Mayra Rojas y Omar Fierro.

## Elenco
- Cynthia Rodríguez - Tatiana De la Garza
- Víctor García - Oscar Leal
- Arap Bethke - Rodolfo Cortina
- Betty Monroe - Jessica Jatsume
- Mayra Rojas - Isabela "Chabela" Lemus
- Omar Fierro - Gervasio
- Martha Mariana Castro - Alicia "Licha"
- Luis Felipe Tovar - Álvaro Domínguez
- Carmen Beato - Clara "Clarita" de Domínguez
- Guillermo Iván - Henry Jonás
- Rykardo Hernández - Alfonso "Poncho"
- Alan Ciangherotti - Macario Fuentes
- Nahuel Escobar - Álvaro "Alvarito" Domínguez
- Alberto Guerra - Beto
- María Alejandra Molina - Sara
- Adianez Hernández - Tata
- Gloria Stalina - Nicole
- Valeria Galviz - Bárbara Santoyo
- Luis Carlos Múñoz - Ubaldo
- Camila Rojas - Ligia
- Laura Palma - Paty
- Humberto Búa - Roberto
- Alex Garza - Yolanda
- Melina Robert - María Teresa
- Denisse Marion - María Fernanda
- Nohelia Betancourt - María Inés
- Luis Miguel Lombana - Comandante
- Joanidka Mariel - Doña Blanca
- Dan Márquez - Chavita
- Hugo Albores -
- Francisco Montanari - Deivid
- Tasha Rico - Catherine
- Víctor Hugo Arana - Majito
- José Ayala - Pedro
- Christian Wolf - King Kong
- Aura Campuzano - Susanita
- Oscar Toledado - Agente Ramírez
- Sylvia Mendivil - Gina
- Denisha - Evelia
- Enrique Chi - Don Pipe

## Versiones
Corazón en condominio es un remake de Vecinos, Telenovela colombiana de Caracol Televisión es la versión original de esta historia. Fue protagonizada por Flora Martínez y Róbinson Díaz, y contó con la actuación antagónica de Sara Corrales y Luis Mesa.